# Ecliptopera allobathra
Ecliptopera allobathra är en fjärilsart som beskrevs av Louis Beethoven Prout 1931. Ecliptopera allobathra ingår i släktet Ecliptopera och familjen mätare. Inga underarter finns listade i Catalogue of Life.